# Groengestreepte gifkikker
De groengestreepte gifkikker (Ameerega trivittata) is een kikvorssoort uit de familie pijlgifkikkers (Dendrobatidae) uit het Neotropisch gebied. 
Zijn verspreidingsgebied omvat het bekken van de Amazone, Venezuela, Guyana en Suriname. In Suriname is hij niet bekend in het zuidoosten en dit geldt ook voor Frans Guyana. De soort schijnt zich vanuit het westen over het land te hebben verspreid. Hij is onder andere bekend in Brownsberg, Nassau, Wanekreek en Boven-Coesewijne.
In het Nassaugebergte en mogelijk het gebied tussen dit gebergte en het Brokopondostuwmeer nabij en in Afobaka resort komt een endemische ondersoort voor, de oranjegestreepte gifkikker (A. t. nassaui).
De wijfjes worden tot 5 cm groot, de mannetjes zijn wat kleiner, zo'n 4,2 cm. Het trommelvlies is half zo groot als het oor. De voeten vertonen geen zwemvliezen. De dieren hebben twee groene tot gele strepen die lopen van de snuit tot de achterpoten. Bij de A. t. nassaui zijn deze strepen oranje. De naam trivittata verwijst naar het holotype dat drie strepen had. Het is een dagdier dat in mesofytische wouden leeft. Het bevindt zich gewoonlijk op de bosvloer; vaak op gevallen boomstammen. De kikker kent een vorm van broedzorg: hij draagt zijn donderkopjes mee op zijn rug.